# Joseph Jankowski
Pour les articles homonymes, voir Jankowski.
Joseph Jankowski, sac, né le 17 novembre 1910 à Czyczkowy, Cachoubie et mort le 16 octobre 1941 à Auschwitz, est un prêtre catholique polonais de la Société d'apostolat catholique (congrégation des pallottins), béatifié par Jean-Paul II le 13 juin 1999 à Varsovie.

## Biographie
Après avoir terminé ses études de philosophie et de théologie au séminaire pallottin d'Ołtarzew, il est ordonné prêtre en 1936. Il devient préfet des études à Ołtarzew. En septembre 1939, il est nommé secrétaire du comité d'aide à l'enfance, alors que la Pologne est occupée à l'ouest par la Wehrmacht au début du mois et à l'est par l'Armée rouge à la fin du mois. Il continue à exercer sa mission de directeur spirituel auprès de plusieurs groupes de fidèles, aussi bien civils qu'anciens militaires. Il est arrêté par la Gestapo en mai 1941 et emprisonné pendant deux semaines à la prison de Pawiak, puis déporté à Auschwitz par le même convoi que Maximilien Kolbe, sous le numéro 16895. Il y subit les tortures des kapos.
Il est béatifié en juin 1999 en même temps que cent-sept autres martyrs de la Seconde Guerre mondiale dont son confrère pallottin Joseph Stanek.

## Source
- (de) Cet article est partiellement ou en totalité issu de l’article de Wikipédia en allemand intitulé « Józef Jankowski » (voir la liste des auteurs).